# Când îngerii vin în oraș
Când îngerii vin în oraș (titlu original: When Angels Come to Town) este un film de Crăciun american de televiziune din 2004 regizat de Andy Wolk. Rolurile principale au fost interpretate de actorii Mark Akeson, Dylan Aucoin, Tammy Blanchard și Peter Falk. Este a doua continuare a filmului TV Un oraș fără Crăciun din 2001, fiind precedat de În căutarea lui Moș Crăciun din 2003.

## Distribuție
- Mark Akeson ca Paznic
- Dylan Aucoin ca un copil de la școală
- Tammy Blanchard ca Sally Reid
- Peter Falk ca Max
- Alexander Conti ca Jimmy Reid
- Kathleen Fee ca Marion
- Wyatt Bowen - Charlie
- Tammy Blanchard ca Sally Reid
- Babs Chula ca Lois Vernon
- Seann Gallagher - Karl Hoffman
- Marc Anthony Krupa ca Unchiul Gregory
- Katey Sagal ca Jo